# Bria

Bria é a capital de Haute-Kotto, uma das 14 prefeituras da República Centro-Africana. Teve uma população calculada em 2012 de 43.322 habitantes, estando a uma altitude média de 553 metros. Localizada ao sul do Rio Kotto, a cidade tem um Clima tropical com estação seca, segundo o sitema de Classificação climática de Köppen-Geiger. Bria possui um aeroporto, o Aeroporto de Bria.
No dia 21 de novembro de 2016, teve início um conflito armado entre as duas etnias que vivem no local, os Goula e os Peuhl. O conflito resultou na morte de 92 pessoas, muitos feridos e uma média de 12.000 refugiados que se instalaram em um campo da ONU fora da cidade.